# Nuoto ai campionati europei di nuoto 2020 - 1500 metri stile libero femminili
La specialità dei 1500 metri stile libero femminili dei campionati europei di nuoto 2020 si è svolta il 20 e 21 maggio 2021 presso la Duna Aréna di Budapest, in Ungheria.

## Podio
| Pos.    | Atleta                   | Nazione |
| ------- | ------------------------ | ------- |
| Oro     | Simona Quadarella        | Italia  |
| Argento | Anastasiya Kirpichnikova | Russia  |
| Bronzo  | Martina Caramignoli      | Italia  |

## Record
Prima della manifestazione il record del mondo (RM), il record europeo (EU) e il record dei campionati (RC) erano i seguenti.
|  | 15'20"48 | Katie Ledecky  | 16 maggio 2018 Indianapolis |
|  | 15'38"88 | Lotte Friis    | 30 luglio 2013 Barcellona   |
|  | 15'50"22 | Boglárka Kapás | 21 maggio 2016 Londra       |

## Risultati

### Batterie
| Pos. | Batteria | Corsia | Atleta                     | Nazionalità   | Tempo    | Note |
| ---- | -------- | ------ | -------------------------- | ------------- | -------- | ---- |
| 1    | 3        | 4      | Simona Quadarella          | Italia        | 16'05"60 | Q    |
| 2    | 3        | 7      | Viktória Mihályvári-Farkas | Ungheria      | 16'14"12 | Q    |
| 3    | 3        | 2      | Tamila Holub               | Portogallo    | 16'15"50 | Q    |
| 4    | 3        | 6      | María de Valdés            | Spagna        | 16'16"21 | Q    |
| 5    | 2        | 4      | Anastasiya Kirpichnikova   | Russia        | 16'19"06 | Q    |
| 6    | 3        | 5      | Ajna Késely                | Ungheria      | 16'20"25 | Q    |
| 7    | 2        | 5      | Martina Caramignoli        | Italia        | 16'20"31 | Q    |
| 8    | 3        | 3      | Jimena Pérez               | Spagna        | 16'22"37 | Q    |
| 9    | 2        | 6      | Julia Hassler              | Liechtenstein | 16'24"50 |      |
| 10   | 2        | 2      | Katja Fain                 | Slovenia      | 16'28"66 |      |
| 11   | 2        | 3      | Diana Durães               | Portogallo    | 16'31"97 |      |
| 12   | 1        | 4      | Lia Csulák                 | Ungheria      | 16'44"64 |      |
| 13   | 2        | 7      | Marlene Kahler             | Austria       | 16'44"69 |      |
| 14   | 2        | 0      | Marina Heller Hansen       | Danimarca     | 16'46"96 |      |
| 15   | 3        | 8      | Anna Olasz                 | Ungheria      | 16'48"87 |      |
| 16   | 2        | 1      | Paulina Piechota           | Polonia       | 16'49"86 |      |
| 17   | 3        | 0      | Daša Tušek                 | Slovenia      | 16'52"66 |      |
| 18   | 2        | 9      | Matea Sumajstorčić         | Croazia       | 16'54"19 |      |
| 19   | 1        | 5      | Klara Bošnjak              | Croazia       | 16'54"20 |      |
| 20   | 3        | 9      | Arianna Valloni            | San Marino    | 16'55"60 |      |
| 21   | 1        | 6      | Johanna Enkner             | Austria       | 17'03"31 |      |
| 22   | 1        | 3      | Sasha Gatt                 | Malta         | 17'10"43 |      |
| 23   | 1        | 2      | Nika Špehar                | Croazia       | 17'18"67 |      |

### Finale
| Pos.    | Corsia | Atleta                     | Nazionalità | Tempo    | Note |
| ------- | ------ | -------------------------- | ----------- | -------- | ---- |
| Oro     | 4      | Simona Quadarella          | Italia      | 15'53"59 |      |
| Argento | 2      | Anastasiya Kirpichnikova   | Russia      | 16'01"06 |      |
| Bronzo  | 1      | Martina Caramignoli        | Italia      | 16'05"81 |      |
| 4       | 7      | Ajna Késely                | Ungheria    | 16'10"50 |      |
| 5       | 6      | María de Valdés            | Spagna      | 16'14"77 |      |
| 6       | 5      | Viktória Mihályvári-Farkas | Ungheria    | 16'17"27 |      |
| 7       | 8      | Jimena Pérez               | Spagna      | 16'19"11 |      |
| 8       | 3      | Tamila Holub               | Portogallo  | 16'32"20 |      |